# یومود

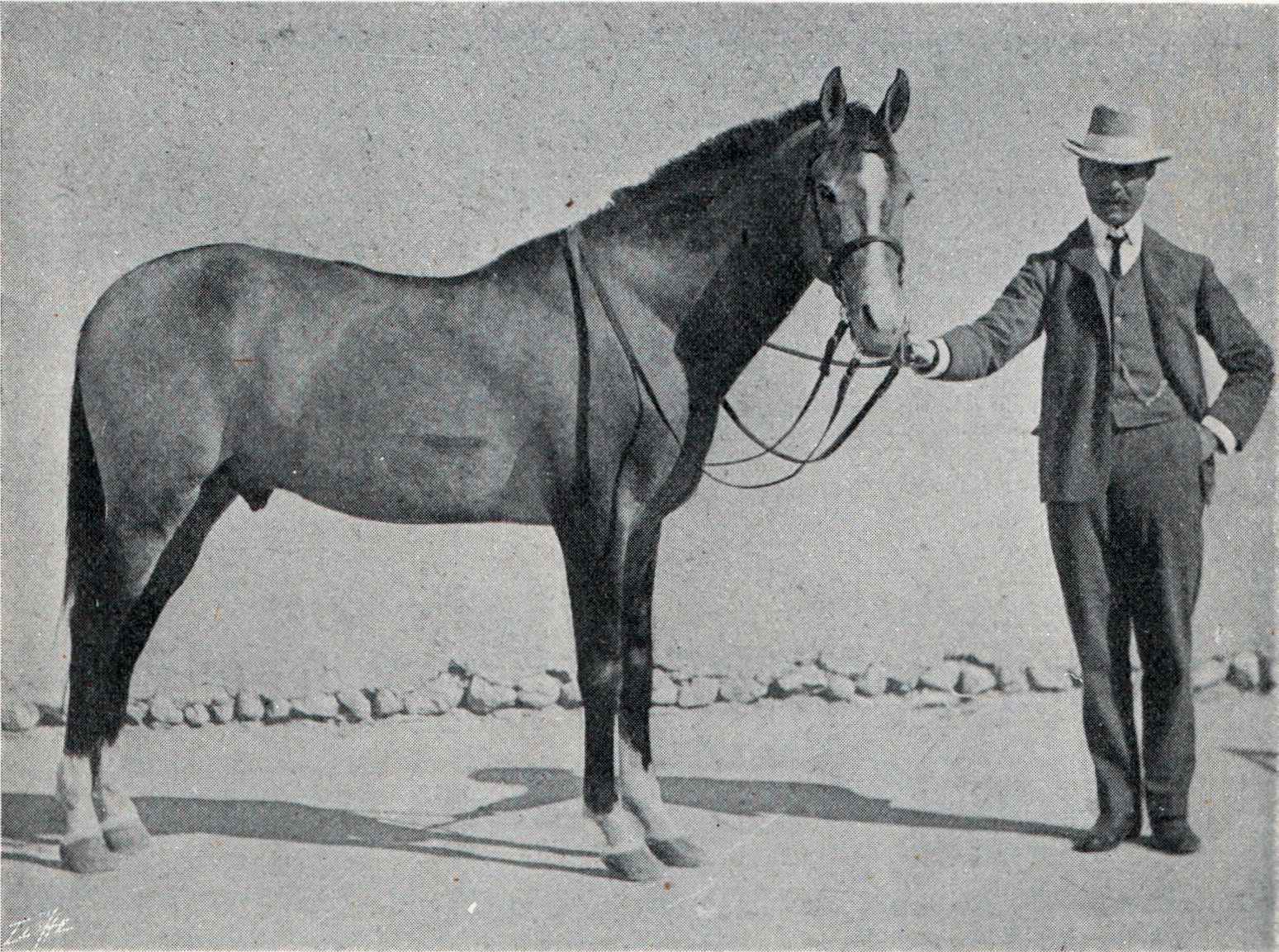
اسب یامود - ۱۹۰۴ میلادی

ایومود نژاد اسب سبکی از ایران است. مانند سایر نژادهای اسب ترکمن، به نام ایومودقبیله ای از ترکمن هاست که آن را پرورش داده‌اند،  هم اسم اسب و هم نام قبیله ترکمن ممکن است از جهات مختلفی از جمله ایومود، یومود، یامود و یوموت به صورت مختلف بیان شود. اسب یومود در ترکمنستان پرورش داده شده، به ویژه در ولایت داش اغوز؛ در ازبکستان؛ و در قره‌قالپاقستان (هم‌اکنون بخشی از ازبکستان)، و به ویژه در منطقه خوارزم؛ و در عراق، ایران و ترکیه.  و بر خلاف نژاد آخال تکه، معمولاً در مناطق بیابانی یا نیمه بیابانی در گله‌ها نگهداری می‌شد. 

## تاریخچه
مانند سایر نژادهای اسب ترکمن - از جمله آخال تکه، ارساری، گوکلان، سالور و ساریک - نژاد ایومود برای قبیله ترکمن‌ها که آن را تشکیل داده‌اند، ایومود نام‌گذاری شده.  مردم ایومود سواحل دریای کاسپین را که در آن اسب‌های ایومود زندگی می‌کنند اشغال می‌کنند.  
تاریخ اولیه نژاد ایومود مانند تاریخ اسبهای ترکمن به‌طور کلی مشخص نیست. خصوصیات اسبهای ترکمن و تفاوت بین نژادهای مختلف توسط مسافران غربی این منطقه در قرن هجدهم و نوزدهم شناخته شده‌است.  کلمنت آگوستوس دو بود که در سال ۱۸۴۸ نوشت که اسبهای تکو بهترین استقامت را داشتند و به اسب‌های عرب خالص ترجیح داده می‌شدند، در حالی که ایومود و گوکلان سریعتر و سبک‌تر شناخته می‌شدند. 

## مشخصات
اسب‌های ایومود تحمل قابل توجهی دارند. طبق اطلاعات محلی جمع‌آوری شده در سال ۱۹۳۷، آنها می‌توانند 800 km از داشوگوز تا اترک را طی هفت روز طی کنند. آنها می‌توانند 120 kg بدون مشکل در زمین کوهستانی یا بیابانی حمل کنند. 